# Forte di Sant'Andrea
Il Forte di Sant'Andrea a Venezia è una fortezza, progettata da Michele Sanmicheli, edificata alla metà del XVI secolo sui resti di precedenti opere difensive ormai in rovina, parte del sistema difensivo della laguna di Venezia.

## Storia

Vista delle mura rotte, 1968

L'opera fu progettata dall'architetto veronese Michele Sanmicheli (1484-1559), incaricato dal governo veneziano di salvaguardare l'accesso dal mare ritenuto più pericoloso, sbarrando il passo, con le artiglierie, a un eventuale flotta nemica.
L'architetto Michele Sanmicheli venne definito da Giorgio Vasari l' "eccellente", Sanmicheli riservava alle sue opere termini entusiastici, la fortezza di sant' Andrea a Venezia era da lui considerata come una delle architetture militari "più stupende" d'Europa, ed era un'opera che rappresentava "la maestà e grandezza delle più famose fabriche fatte dalla grandezza de' Romani".

### Il progetto e i lavori di realizzazione
Il progetto della Fortezza di Sant'Andrea fu proposto da Sanmicheli nel 1534 per migliorare la difesa di Venezia. Pur riconoscendo la protezione naturale della laguna, Sanmicheli suggerì di scavare un canale intorno alla città e costruire un baluardo di terra. Sottolineò la vulnerabilità dell'accesso dal mare attraverso il Lido, proponendo la ristrutturazione dei due forti esistenti, quello di San Nicolò e quello di Sant'Andrea. Il Consiglio dei Dieci il 27 gennaio 1535 approvò la proposta dell'adeguamento del castello di Sant'Andrea e autorizzò l'acquisto di pietra per le fondazioni, ma i lavori non iniziarono subito. Nell'agosto 1536, il progetto era ancora in esame e il duca Francesco Maria della Rovere, chiamato a dare un parere, criticò il modello di Sanmicheli, suggerendo che i lati esterni rivolti verso il mare dovessero essere più robusti. L'architetto prese poi in considerazione i suggerimenti del duca nel suo progetto finale. I lavori furono rinviati quando Sanmicheli partì per il Mediterraneo orientale nel 1537, e ripresero solo nel 1543, dopo che il consiglio dei Dieci autorizzò finalmente l'avvio dei lavori, basandosi sul modello di Sanmicheli e sui suggerimenti del duca di Urbino. Nel 1543 il muratore Andrea Lion ottenne l'appalto per la costruzione del Forte. Tuttavia, ulteriori ritardi si verificarono quando il capitano dell'artiglieria, Antonio da Castello, propose modifiche significative approvate dal consiglio dei Dieci che Sanmicheli, pur riluttante, adattò il progetto. I lavori iniziarono nel 1543 e procedettero rapidamente sotto la supervisione di Sanmicheli, con la costruzione delle fondazioni. Nel 1544 Leonida Atthar da Cipro, ingegnere al servizio di Venezia, fu nominato architetto di cantiere della Fortezza di Sant'Andrea, lavorando per Sanmicheli. Nel 1547, con la fortezza in un'avanzata fase di completamento fu deciso di ridurre i costi e venne effettuata una prova di solidità sparando simultaneamente un gran numero di pezzi d'artiglieria dalla nuova struttura. Nonostante le preoccupazioni, la fortezza rimase intatta. I lavori furono sospesi nel 1549 e ripresero brevemente nel 1570-71 per far fronte alla minaccia ottomana.

### Utilizzi del luogo nel periodo della Repubblica di Venezia
Il luogo non aveva funzione di prigione ma poteva essere un'utile destinazione per personaggi scomodi che si intendeva sottoporre più a misure di sicurezza che a pene detentive vere e proprie. Il forte costituì, più che un'opera difensiva vera e propria, una forma di dissuasione da mostrare a visitatori e ambasciatori, soprattutto ottomani. Di fatto, superato il periodo in cui si temeva un attacco dal mare, la fortezza ospitò guarnigioni del tutto rappresentative.
Il forte aprì il fuoco una sola volta contro una nave nemica, il 20 aprile 1797, alla vigilia della caduta della Repubblica, quando una potente salva falciò il bastimento francese Le Libérateur d'Italie che tentava di forzare il porto del Lido, provocando la morte del comandante e la resa della nave.

### Testimonianze
Una descrizione del complesso e della vita che vi si svolgeva ci è stata lasciata, nelle sue memorie, dall'avventuriero e scrittore veneziano Giacomo Casanova che vi fu rinchiuso dal marzo al luglio 1743.

## Descrizione
Il forte è situato sull'omonima Isola di Sant'Andrea (che si trova all'estremità dell'isola delle Vignole) e consta di un corpo centrale, costruito sui resti dell'originario torrione quattrocentesco, e di un bastione esterno alla base del quale erano poste le batterie. Le aperture nel bastione, di forma rettangolare, erano poste quasi a pelo d'acqua per poter spazzare con il tiro l'orizzonte e colpire quanto più possibile vicino alla linea di galleggiamento i vascelli nemici.
Questo era reso possibile dalla recente scoperta dei cannoni a canna lunga, era inoltre necessario un tiro ad alzo zero per evitare di colpire il forte di San Nicolo posto di fronte all'isola di sant'Andrea.
All'interno del bastione vi è una lunga casamatta a volta sormontata da un terrapieno che serviva a custodire il munizionamento. All'epoca in cui fu costruito il forte le artiglierie avevano già subito una notevole evoluzione, con una riduzione dei calibri, l'aumento delle gittate e la possibilità di tiro a parabola ridotta, cioè in linea molto più retta rispetto alle bombarde del secolo precedente.
Al centro della casamatta vi è un corridoio che collega il bastione con il cortile interno, all'estremità del quale, dalla parte del cortile, vi sono due alloggiamenti per i perni di un argano utilizzato per il trasporto delle munizioni. Sembra che in origine il bastione e la casamatta fossero collegati da una volta in seguito rimossa.

### Accesso al forte
L'accesso al forte avviene dalla parte opposta rispetto al bastione e un canale, che separa l'approdo dal cortile, aveva la funzione di proteggere l'accesso alla parte posteriore del forte. Va osservato che se la struttura era munitissima sul fronte esterno, era totalmente sguarnita su quello posteriore. 
Questo al fine di evitare che l'eventuale conquista del forte da parte del nemico, lo trasformasse in una testa di ponte per il nemico stesso. Evidentemente si faceva affidamento sulla potenza delle artiglierie che essendo in numero molto elevato (40) e con vari angoli di tiro, non avrebbero consentito ad alcun vascello di aggirare la postazione. Il forte non era un'opera difensiva pensata per attacchi a breve distanza ma tale da evitare qualsiasi avvicinamento.

### Facciata principale

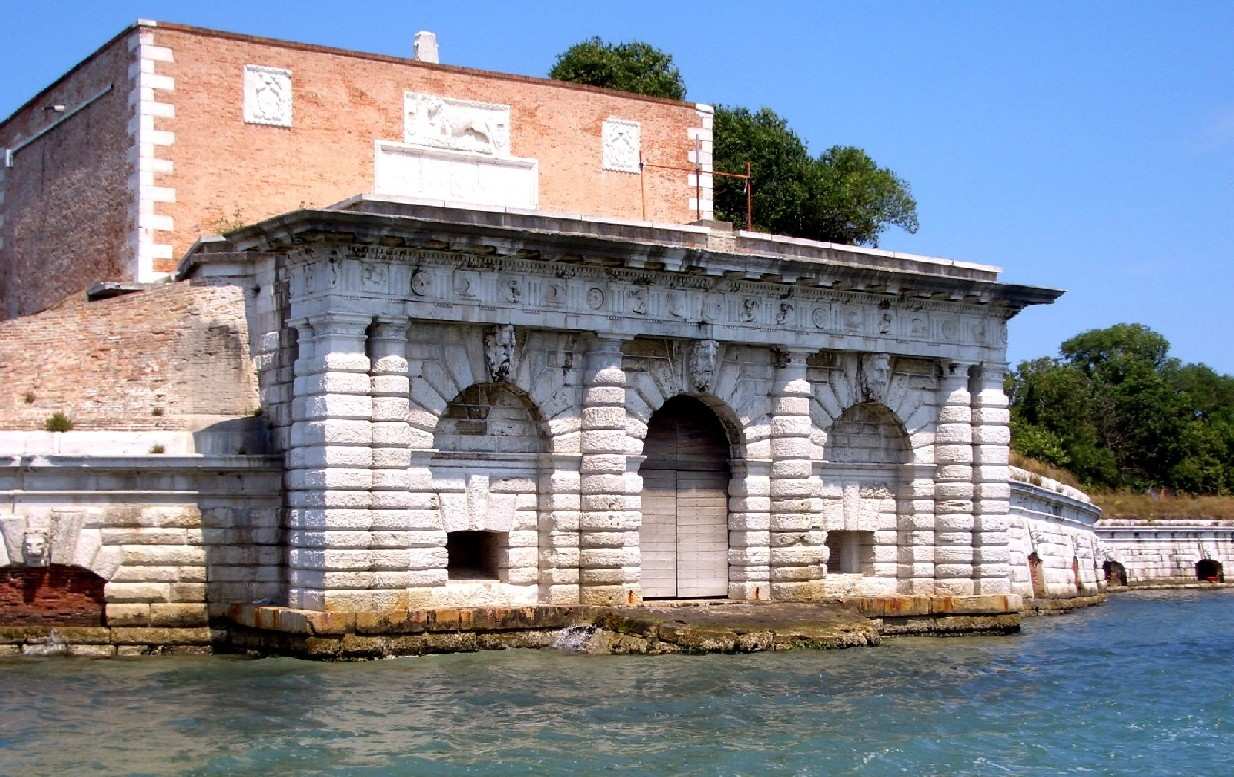
Facciata principale

La parte architettonicamente più rilevante della struttura è il prospetto principale in cui si aprono il portone centrale (la cui porta è rivestita in pietra bianca) e due archi laterali (formano delle rientranze murate che contengono altre feritoie per l'artiglieria) di egual misura sopra i quali è presente una cornice dorica caratterizzata da una fascia di dentelli sotto la fila di mutuli. Nella facciata si può trovare uno degli aspetti più caratteristici del metodo compositivo di Sanmicheli, rappresentato dall'importanza conferita al rilievo tridimensionale, si ha infatti la stratificazione di tre superfici una sull'altra dove l'ordine principale incornicia una serie di imposte che a loro volta bordano archi ciechi contenenti aperture accessorie. La facciata principale è realizzata per la quasi totalità dal bugnato, tranne per le chiavi di volta degli archi che sono decorate da teste barbute, la cornice marcapiano, i capitelli e la trabeazione. La facciata genera un'impressione di grandiosità e al tempo steso di potere, ciò deriva dall'uso dell'ordine dorico e del bugnato, ma anche dalla robustezza della composizione che grazie alle semicolonne e le ante aggettanti e gli archi e le aperture in rientranza, risulta perfettamente adeguata alle componenti di efficienza offensiva (secondo Vasari la fortezza sembrava "tutta fatta d'un sasso, e che intagliosi un monte di pietra viva").
Sulla parte anteriore del torrione vi è una lapide commemorativa della battaglia di Lepanto sormontata da un rilievo del leone di San Marco. Sulla sommità del torrione vi è una terrazza il cui pavimento fa presumere la funzione di raccolta delle acque, convogliate in un'apertura centrale. Sul lato verso il mare vi è un portabandiera o portastendardo in pietra d'Istria.
| Dimensioni                                | Misura (m) | Misura (piedi) |
| ----------------------------------------- | ---------- | -------------- |
| Altezza semicolonne                       | 5,73       | 16,47          |
| Diametro semicolonne (incluso il bugnato) | 1,00       | 2,87           |
| Diametro semicolonne (escluso il bugnato) | 0,83       | 2,39           |

Per la realizzazione degli elementi della fortezza Sanmicheli utilizza la proporzione 1:7, quella raccomandata da Vitruvio.

### Utilizzi del forte in tempi successivi alla repubblica di Venezia
La costruzione è stata, ancora in tempi recenti, adibita a caserma e successivamente sottoposta a imponenti opere di restauro per evitarne il costante abbassamento. A tal fine è stata costruita una sottofondazione il cui bordo esterno è visibile in acqua ad alcuni metri dal perimetro del forte. Ciò ha consolidato tutta la struttura evitandone la rovina. Malgrado gli ingenti costi sostenuti per il consolidamento, non vi è stata alcuna decisione rispetto alla fruizione del complesso, attualmente raggiungibile solo con imbarcazioni private, che giace invaso dalle sterpaglie in stato di totale abbandono.

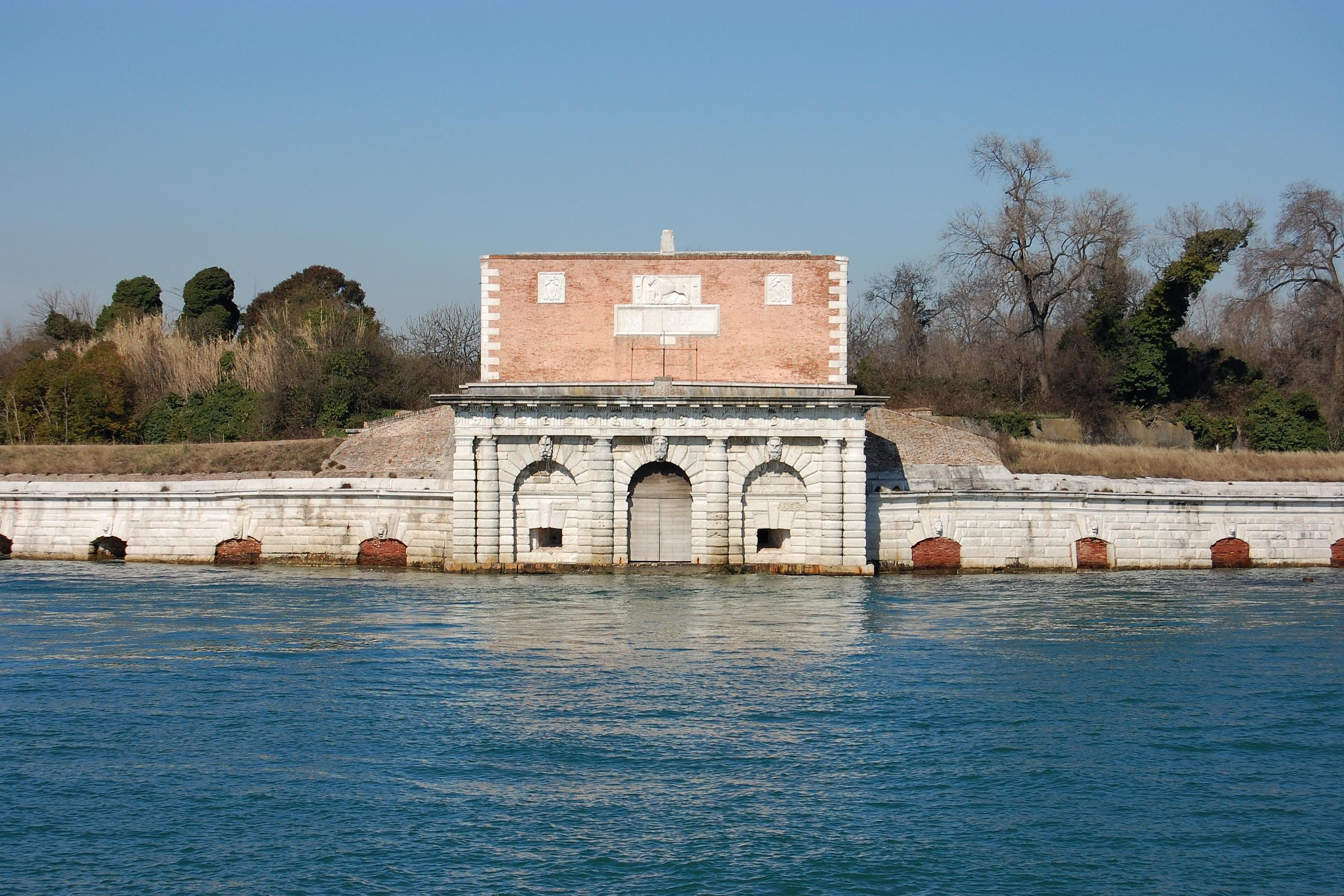
Facciata principale
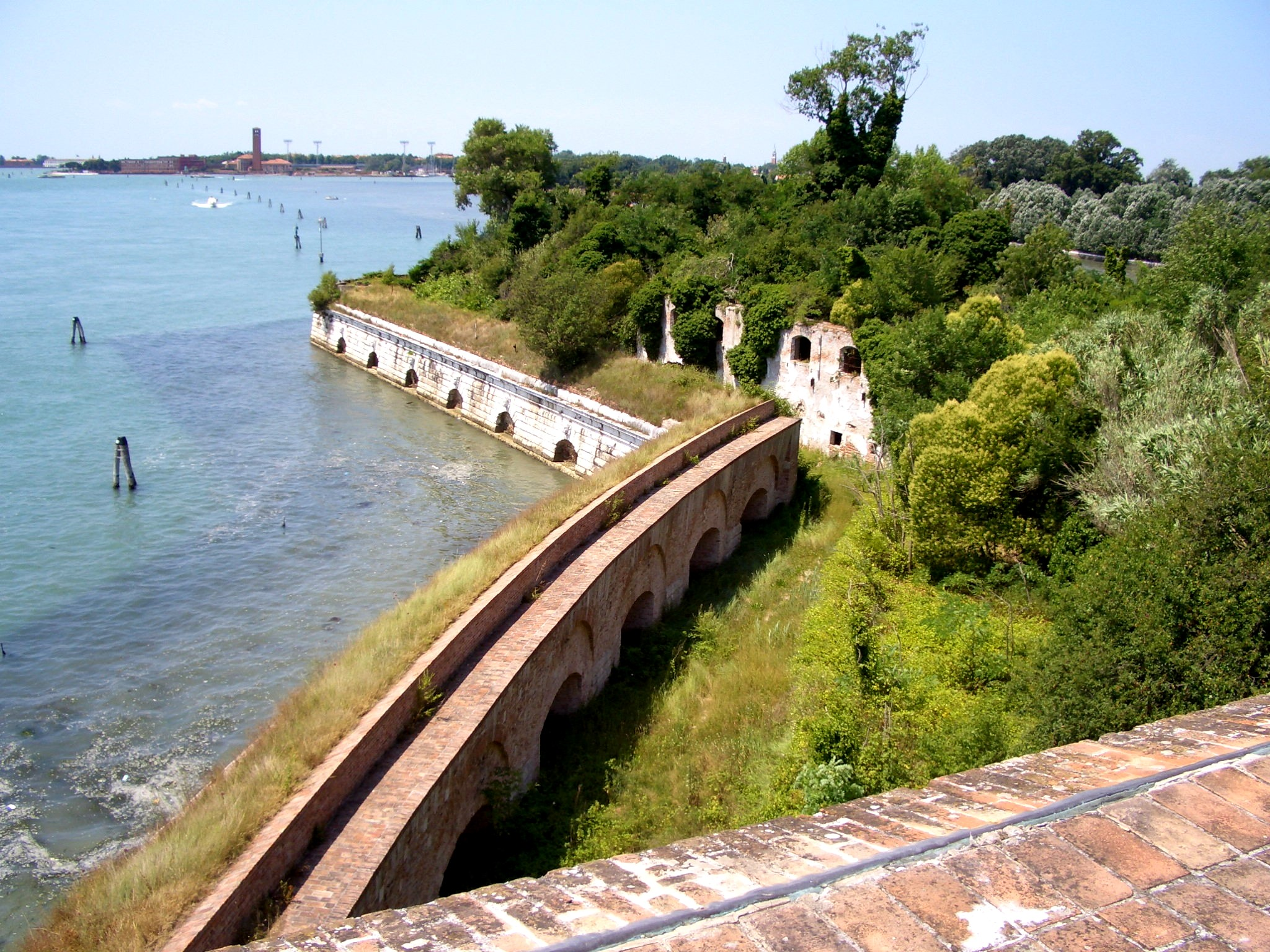
Esterno destro
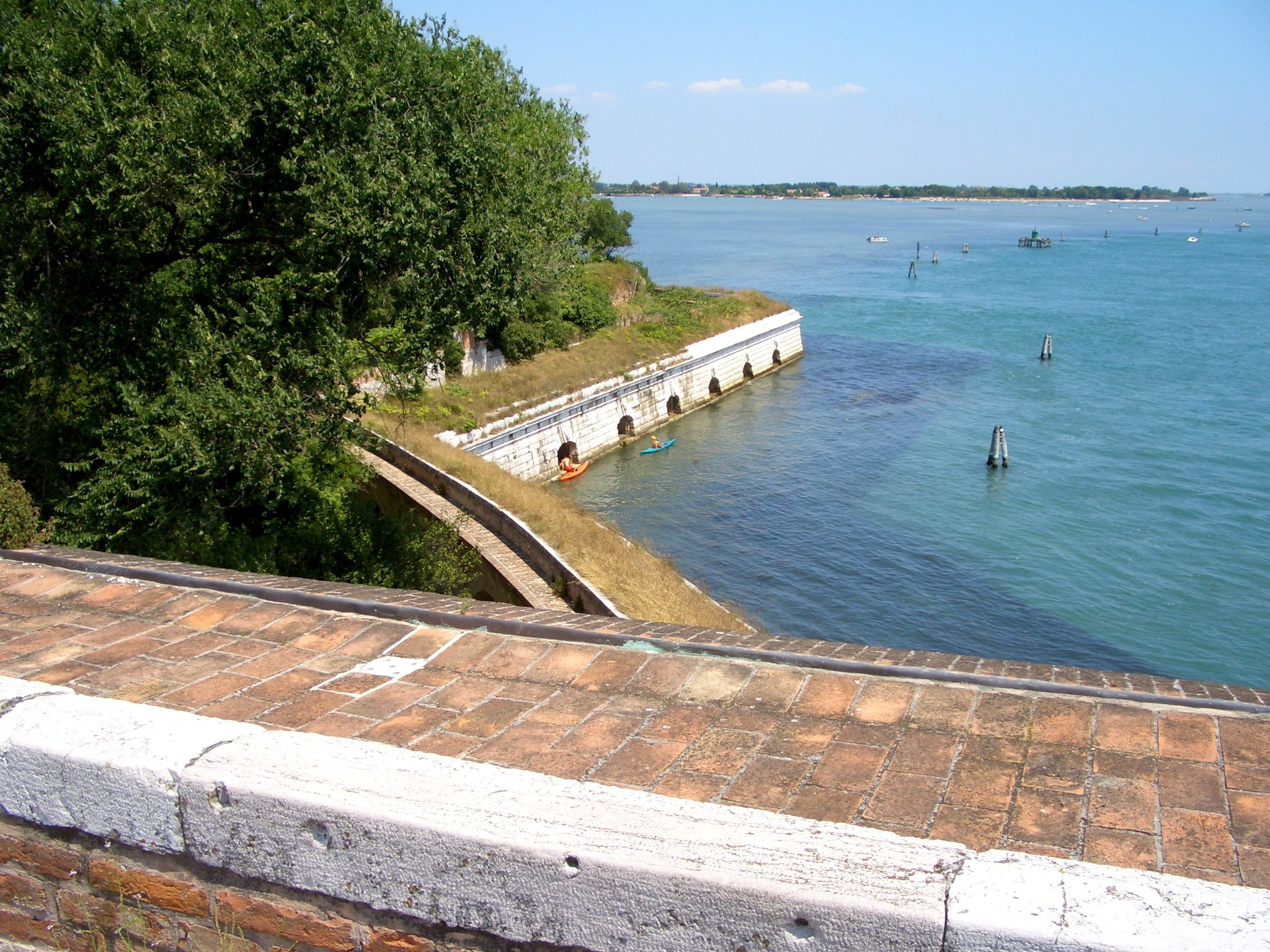
Esterno sinistro
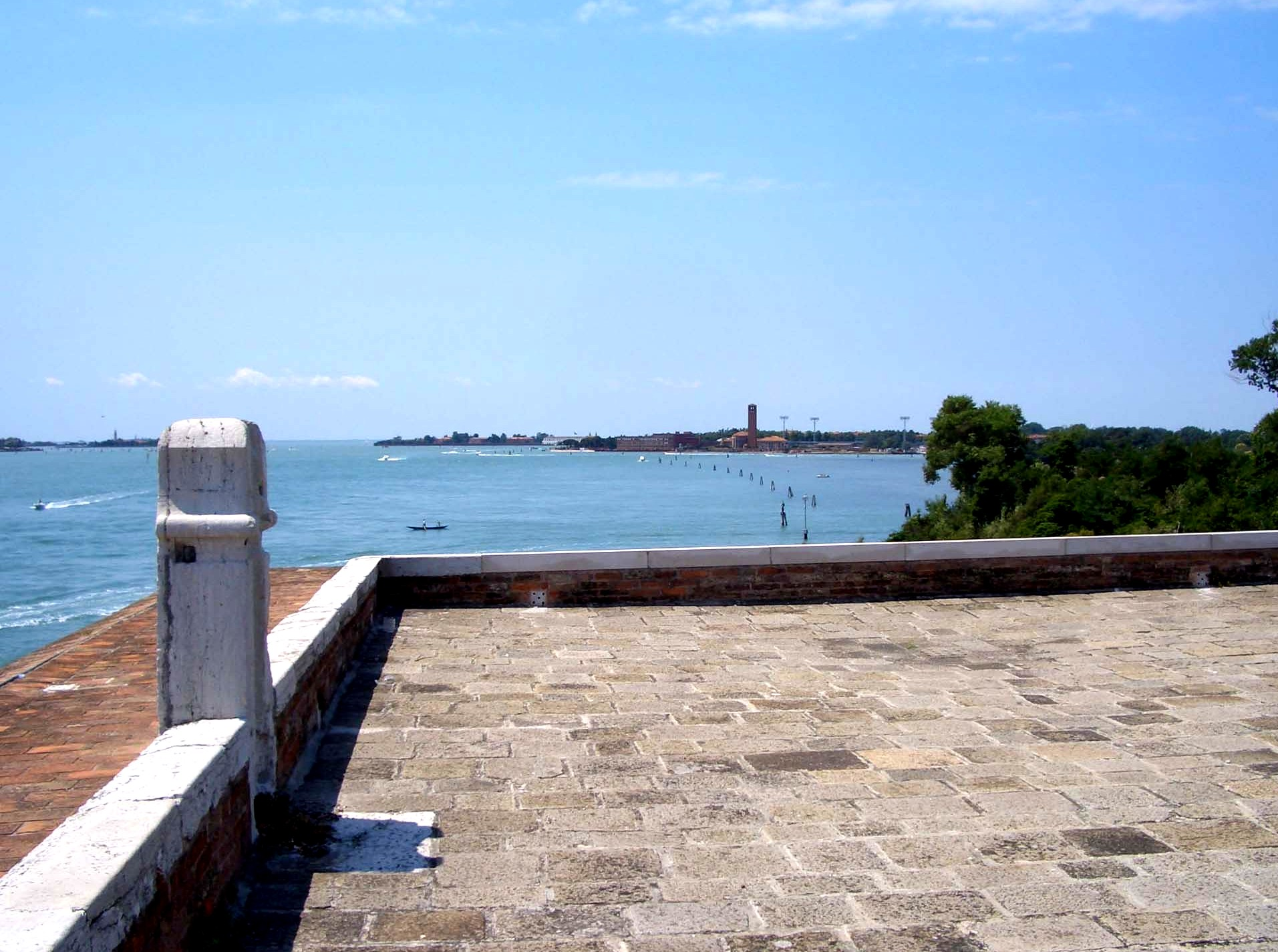
Terrazzo
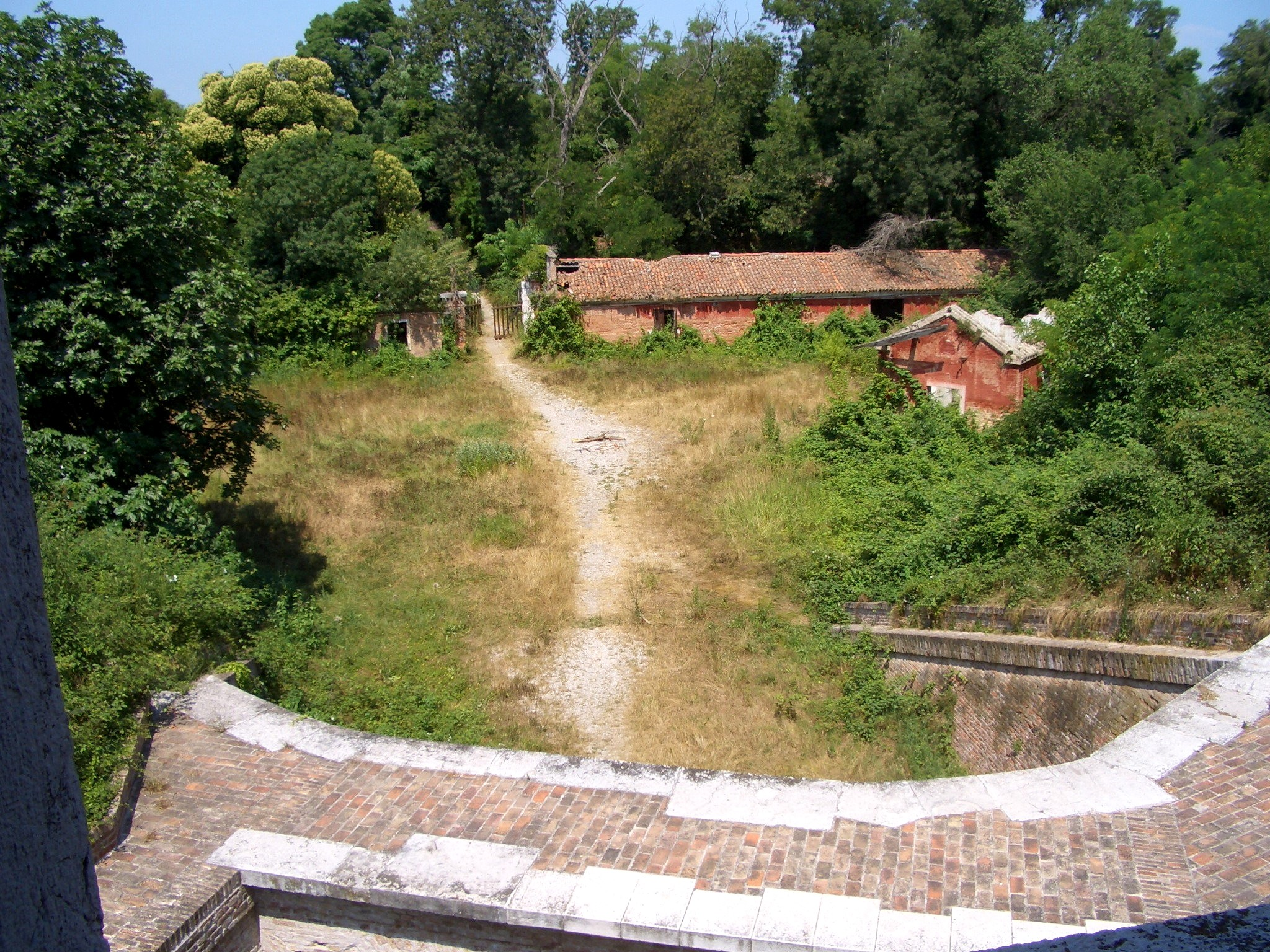
Cortile interno
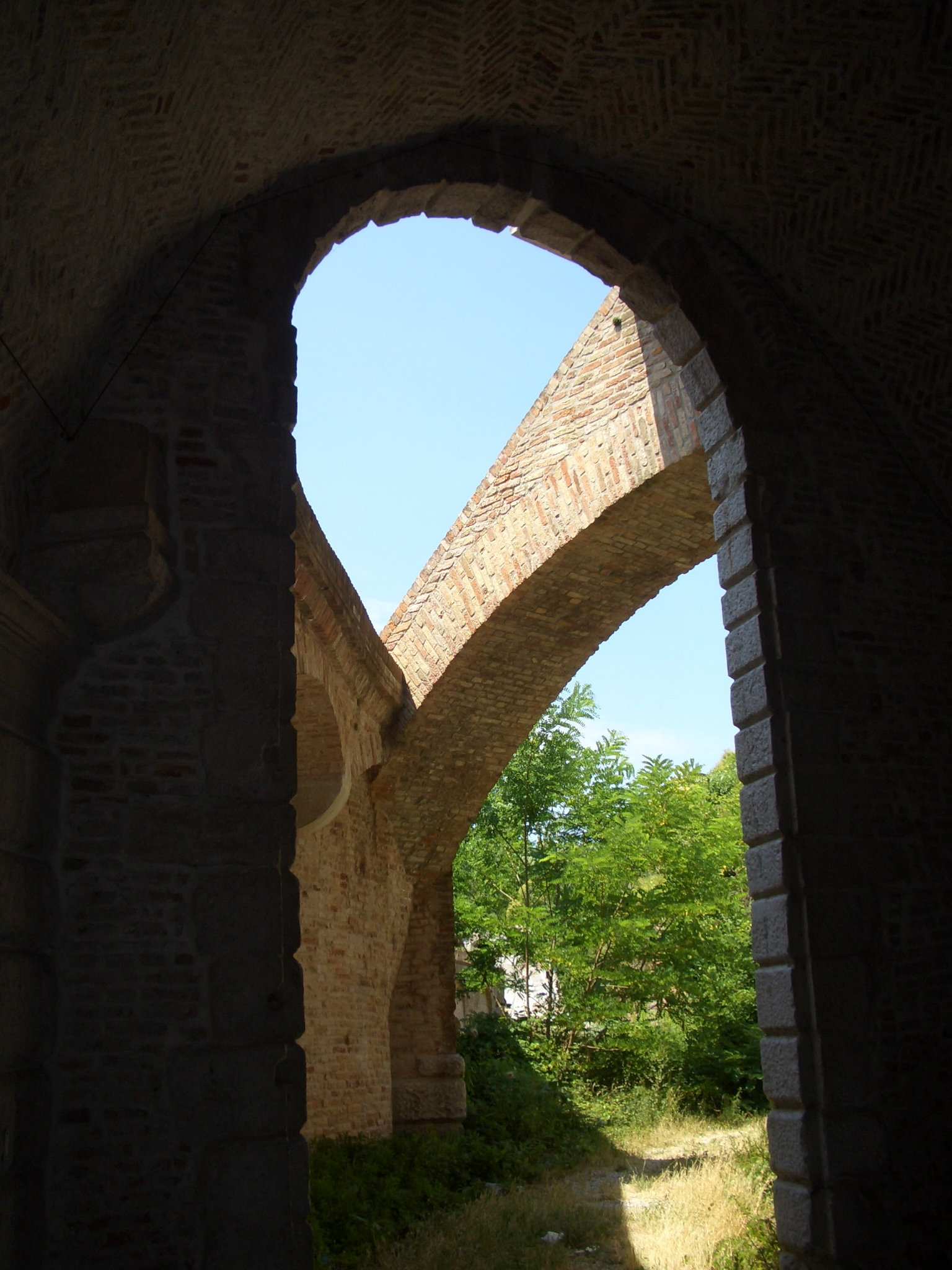
Camminamento